# Olena Papuga
Olena Papuga, cyr. Олена Папуга (ur. 10 czerwca 1964 we Vrbasie) – serbska polityk i filolog rusińskiego pochodzenia, posłanka do Zgromadzenia Narodowego.

## Życiorys
Ukończyła studia z zakresu literatury i języka rusińskiego na Uniwersytecie w Nowym Sadzie. Pracowała w wydawnictwie i gazecie „Ruske slovo”. Założyła stowarzyszenie rusińskiej mniejszości w Serbii. Wstąpiła do Ligi Socjaldemokratów Wojwodiny, w 2005 dołączyła do prezydium tej partii. W 2008, 2012, 2014 i 2016 wybierana do serbskiego Zgromadzenia Narodowego. W 2011 założyła partię Razem dla Wojwodiny z siedzibą w Ruskim Krsturze, będącą ugrupowaniem politycznym mniejszości rusińskiej. Pozostała jednocześnie działaczką LSV. W 2020 nie została wybrana do Zgromadzenia Narodowego. Kandydowała w tymże roku również z opartej na lidze listy wyborczej do Zgromadzenia Wojwodiny, uzyskując mandat deputowanej do tego gremium.